# Campionato europeo femminile di pallacanestro 1997
Il 26º Campionato europeo femminile di pallacanestro FIBA (noto anche come FIBA Eurobasket Women 1997) si è tenuto in Ungheria dal 6 al 15 giugno 1997.
I Campionati Europei Femminili di Pallacanestro sono una manifestazione biennale tra le squadre nazionali del continente, organizzato dalla FIBA Europe.

## Squadre partecipanti
| Gruppo A Spagna Ucraina Rep. Ceca Lituania Jugoslavia Germania | Gruppo B Russia Slovacchia Moldavia Italia Bosnia ed Erzegovina Ungheria |

## Gironi di qualificazione

### Gruppo A
| Team          | Pt | P - V | PF - PS   |
| ------------- | -- | ----- | --------- |
| 1. Lituania   | 9  | 4 - 1 | 394 - 368 |
| 2. Spagna     | 8  | 3 - 2 | 382 - 361 |
| 3. Germania   | 8  | 3 - 2 | 389 - 373 |
| 4. Jugoslavia | 8  | 3 - 2 | 378 - 388 |
| 5. Ucraina    | 7  | 2 - 3 | 377 - 380 |
| 6. Rep. Ceca  | 0  | 0 - 5 | 366 - 416 |

### Gruppo B
| Team                    | Pt | V - P | PF - PS   |
| ----------------------- | -- | ----- | --------- |
| 1. Slovacchia           | 9  | 4 - 1 | 350 - 309 |
| 2. Russia               | 8  | 3 - 2 | 357 - 328 |
| 3. Ungheria             | 8  | 3 - 2 | 357 - 341 |
| 4. Moldavia             | 7  | 2 - 3 | 334 - 357 |
| 5. Bosnia ed Erzegovina | 7  | 2 - 3 | 368 - 370 |
| 6. Italia               | 6  | 1 - 4 | 324 - 385 |

## Fase a eliminazione diretta
|  | Quarti di finale | Quarti di finale |                           |          | Semifinali                | Semifinali                |  |  | Finale                    | Finale |
|  |                  |                  |                           |          |                           |                           |  |  |                           |        |
|  | 13 giugno 1997   |                  |                           |          |                           |                           |  |  |                           |        |
|  |                  |                  |                           |          |                           |                           |  |  |                           |        |
|  | Russia           | 57               |                           |          |                           |                           |  |  |                           |        |
|  | Russia           | 57               | 14 giugno 1997            |          |                           |                           |  |  |                           |        |
|  | Germania         | 74               |                           |          |                           |                           |  |  |                           |        |
|  | Germania         | 74               | Slovacchia                | 81       |                           |                           |  |  |                           |        |
|  | 13 giugno 1997   |                  | Slovacchia                | 81       |                           |                           |  |  |                           |        |
|  |                  | Ungheria         | 55                        |          |                           |                           |  |  |                           |        |
|  | Moldavia         | Ungheria         | 55                        | 53       |                           |                           |  |  |                           |        |
|  | Moldavia         |                  | 15 giugno 1997 - Budapest | 53       |                           |                           |  |  |                           |        |
|  | Lituania         | 68               |                           |          |                           |                           |  |  |                           |        |
|  | Lituania         | 68               | Slovacchia                | 62       |                           |                           |  |  |                           |        |
|  | 13 giugno 1997   |                  | Slovacchia                | 62       |                           |                           |  |  |                           |        |
|  |                  | Lituania         | 72                        |          |                           |                           |  |  |                           |        |
|  | Slovacchia       | Lituania         | 72                        | 66       |                           |                           |  |  |                           |        |
|  | Slovacchia       | 14 giugno 1997   |                           | 66       |                           |                           |  |  |                           |        |
|  | Jugoslavia       | 57               |                           |          |                           |                           |  |  |                           |        |
|  | Jugoslavia       | 57               | Germania                  | 77       | Finale per il terzo posto | Finale per il terzo posto |  |  |                           |        |
|  | 13 giugno 1997   |                  | Germania                  | 77       | Finale per il terzo posto | Finale per il terzo posto |  |  |                           |        |
|  |                  | Lituania         | 78                        |          |                           |                           |  |  |                           |        |
|  | Spagna           | Lituania         | 78                        | 70       | Ungheria                  | 61                        |  |  |                           |        |
|  | Spagna           |                  |                           | 70       | Ungheria                  | 61                        |  |  |                           |        |
|  | Ungheria         | 84               |                           | Germania | 76                        |                           |  |  |                           |        |
|  | Ungheria         | 84               |                           |          | 76                        |                           |  |  |                           |        |
|  |                  |                  |                           |          |                           |                           |  |  | 15 giugno 1997 - Budapest |        |
|  |                  |                  |                           |          |                           |                           |  |  |                           |        |

## Classifica finale
| Campione d'Europa | Campione d'Europa    | Campione d'Europa |
| --- | -------------------- | --- |
| Lituania4 Petronytė, 5 Brazdeikytė, 6 Aleliūnaitė, 7 Štreimikytė, 8 J. Kaušaitė, 9 Kreivytė, 10 A. Kaušaitė, 11 Jutelytė, 12 Baranauskaitė, 13 Dambrauskaitė, 14 Vilutytė, 15 Kurtinaitienė, All. Vydas Gedvilas |                      | |
| Argento | Slovacchia           | Slovacchia4 Bieliková, 5 Huťková, 6 Kotočová, 7 Lomjanská, 8 Vasilková, 9 Rázgová, 10 Hiráková, 11 Kalistová, 12 Janoštinová, 13 Škvareková, 14 Kováčová, 15 Kuklová, All. Natália Hejková |
| Bronzo | Germania             | Germania4 Wegeler, 5 Hohl, 6 Ishaque, 7 von Saldern, 8 Harder, 9 Weber, 10 Eggert, 11 Kremer, 12 Göttsche, 13 Kehrenberg, 14 Askamp, 15 Roth, All. Bernd Motte                             |
| 4. | Ungheria             | Ungheria4 Iványi, 5 Németh, 6 Újvári, 7 Balogh, 8 Seres, 9 Csák, 10 Nagy, 11 Hollósy, 12 Béres, 13 Fodor, 14 Kalmár-Nagy, 15 Károlyi, All. László Killik                                   |
| 5. | Spagna               | Spagna4 Grande, 5 Sánchez, 6 Anula, 7 Aguilar, 8 Alonso, 9 Valdemoro, 10 Valero, 11 Álvaro, 12 Pons, 13 Ferragut, 14 Cebrián, 15 Aramberri, All. Manuel Coloma                             |
| 6. | Russia               | Russia4 Abrosimova, 5 Gavrilova, 6 Kušč, 7 Marilova, 8 Baranova, 9 Furceva, 10 Archipova, 11 Stepanova, 12 Konovalova, 13 Burmistrova, 14 Pšikova, 15 Zabolueva, All. Evgenij Gomel'skij   |
| 7. | Moldavia             | Moldavia4 Cazac, 6 Macovchina, 7 Banar, 8 Malinovskaia, 9 Chipakina, 10 Crasnoscioc, 11 Suetina, 12 Nedilea, 13 Ryzhova, 15 Svisceva, All. Anatolij Petrosjan                              |
| 8. | Jugoslavia           | Jugoslavia4 Bogojević, 5 D. Ilić, 6 Jovanović, 7 Mandić, 8 Tuvić, 9 Nedović, 10 Mirković, 11 Vilipić, 12 S. Ilić, 13 Gostiljac, 14 Vesel, 15 Lazić, All. Slobodan Lukić                    |
| 9. | Rep. Ceca            | Rep. Ceca4 Brabencová, 5 Pechová, 6 Tučková, 7 Matějková, 8 Jarchovská, 9 Vodičková, 10 Hamzová, 11 Čiperová, 12 Pavlíková, 13 Antoničová, 14 Samsonová, 15 Bobrovská, All. Jan Karger     |
| 10. | Ucraina              | Ucraina4 Kyryčenko, 5 Burenok, 6 Havrylova, 7 Kaljužna, 8 Kozačenko, 9 Tkačenko, 10 Syl'janova, 11 Fen'ko, 12 Pivovarova, 13 Leleka, 14 Žeržerunova, 15 Firsova, All. Volodymyr Ryžov      |
| 11. | Italia               | Italia4 Balleggi, 5 Bonfiglio, 6 Gaspardo, 7 Adamoli, 8 Gardellin, 9 Caselin, 10 Ballabio, 11 Paparazzo, 12 Rezoagli, 13 Tufano, 14 Strazzabosco, 15 Schiesaro, All. Riccardo Sales        |
| 12. | Bosnia ed Erzegovina | Bosnia ed Erzegovina4 Hadžimustafić, 5 Džebo, 6 Imamović, 7 Lakić, 8 Suljanović, 9 Durmić, 10 Alagić, 11 Zorić, 12 Mujanović, 13 Neimarlija, 14 Munković, 15 Tunja, All. -                 |